# Sơn Đan
Sơn Đan hay Sơn Đơn, San Đan, San Đơn (chữ Hán phồn thể: 山丹縣, chữ Hán giản thể: 山丹县, bính âm: Shāndān Xiàn, âm Hán Việt: Sơn Đan huyện) là một quận thuộc địa cấp thị Trương Dịch, tỉnh Cam Túc, Cộng hòa Nhân dân Trung Hoa. Huyện này có diện tích 5402 km², dân số năm 2004 là 190.000 người. Mã số hành chính của Sơn Đan là 734100. Chính quyền Sơn Đan đóng ở trấn Thanh Tuyền. Về mặt hành chính, Sơn Đan được chia thành 4 trấn, 7 hương. 
- Trấn: Thành Quan, Thanh Tuyền, Vị Kì, Hoắc Thành.
- Hương: Đông Nhạc, Hồng Tự Hồ, Trần Hộ, Lão Quân, Lý Kiều, Hoa Trại Tử, Đại Mã Dinh.